# Lepidium morrisonii
Lepidium morrisonii là một loài thực vật có hoa trong họ Cải. Loài này được C.L. Hitchc. mô tả khoa học đầu tiên năm 1945.